# Kroatiens parlament
Kroatiens parlament (kroatisk: Sabor (forsamling)) er Kroatiens folkevalgte lovgivende forsamling. Sabor har et etkammersystem med 151 medlemmer.
Parlamentet i Kroatiens historie går helt tilbage til 1200'tallet. Det nuværende parlament regnes dog først for grundlagt i 1990, da landet opnåede selvstændighed efter Jugoslaviens sammenbrud.
I 2000-01 blev foretaget en forfatningsændring, hvor det nuværende parlamentariske system med et kammer blev indført.
| Politik | Spire Denne artikel om politik og ideologi er en spire som bør udbygges. Du er velkommen til at hjælpe Wikipedia ved at udvide den. |

45°48′58″N 15°58′27″Ø / 45.8162°N 15.9741°Ø